# Senoji Varėna
Ne doit pas être confondu avec Varenna, Varena ou Varėna.
Senoji Varėna est un village situé au sud de la Lituanie, dans l'apskritis d'Alytus (district de Varėna). Elle est traversée par la rivière Merkys (en), affluent du Niémen.
Senoji Varėna est mentionné pour la première fois en 1413 et son nom signifie « vieux Varėna », par opposition à la ville nouvelle de Varėna qui se situe 4 km plus au sud.
Le village de Senoji Varėna possède 1 276 habitants (2001) et il est bordé au sud par la rive droite du Merkys, qui se jette plus au sud dans le Niemen.
Il est le village natal du peintre et compositeur lituanien Mikalojus Konstantinas Čiurlionis.